# Liam Squire
Liam Squire (Palmerston North, 20 marzo 1991) è un rugbista a 15 neozelandese, che gioca come terza linea ala negli Highlanders.

## Biografia
Originario della regione di Manawatu, Squire subì un grave infortunio nel 2010 quando si fratturò la colonna vertebrale durante una partita giocata con gli Old Boys Marist nel campionato della sua provincia e che lo costrinse a otto mesi di ricovero. Ritornato a giocare, debuttò nel campionato delle province nel 2011 con i Tasman Makos. Con la squadra di Nelson vinse la seconda divisione del National Provincial Championship nel 2013 e l'anno dopo fu finalista nella prima divisione.
Nel 2013, quale affiliato al clan Māori Ngāi Tahu, prese parte alla tournée negli Stati Uniti con i Māori All Blacks e debuttò contro il Canada a Toronto.
Nonostante un altro grave infortuni all'anca nel 2012, Squire debuttò nel Super Rugby nel 2012 con la franchigia dei Chiefs con la quale rimase due anni per poi trasferirsi agli Highlanders.
Debuttò negli All Blacks contro il Galles il 25 giugno 2016 nel corso del tour dei gallesi in Nuova Zelanda. Segnò la sua prima meta con i "tutti neri" nella vittoriosa sfida di Rugby Championship contro il Sudafrica l'8 ottobre a Durban.

## Palmarès
- Rugby Championship: 1
Nuova Zelanda: 2016
- National Provincial Championship: 1
Tasman: 2019